# Кайрактинское месторождение свинца
Кайрактинское месторождение свинца — небольшие залежи полиметаллических руд. Расположено на северо-востоке Карагандинской области в Шетском районе, в 40 км от железнодорожной станции Агадыр, на севере села Нижние Кайракты. Открыто во 2-й пол. 19 в. Разведочные работы начались в 1920, в 1944—1954 годы произведена детальная разведка месторождения. Разработка месторождения ведется с 1944 года. Залежи руд расположены в толщах известняков и глинисто-карбонатных пород фамена (девон). Рудные тела в виде линз залегают между пластами песчаников и глинистых карбонатов. Их длина от 100 до 350 м, мощность 12—40 м, местами 5—12 м. Руды содержат в основном минералы барита, галенита, сфалерита, халькопирита, пирита, имеющие в своем составе свинец, цинк, медь, барит, а также примесь серебра. Запасы месторождения в основном исчерпаны.